# Karlieli

Centre et nord de la Grèce à la fin de la période ottomane : Karlieli est entouré en jaune, dans l'ouest de la Grèce centrale. Baldwin & Cradock, 1829

Karlieli, aussi appelé Carliélie, Karli-Eli ou Karlo-Eli (Κάρλελι en grec, Karlıeli en turc ottoman) est une ancienne province de la Grèce ottomane qui recouvrait à peu près l'actuel nome d'Étolie-Acarnanie.

## Histoire
Le nom de cette région, qui signifie "domaine de Charles" en turc, vient de son seigneur, Carlo Ier Tocco (1386-1430), d'une famille originaire de Melfi qui avait obtenu des rois angevins de Naples le comté palatin de Céphalonie et Zante. À  la fin du XIVe siècle, Carlo Tocco conquiert les régions continentales d'Étolie, Acarnanie et Épire, régions dépourvues de pouvoir solide depuis l'éclatement du despotat d'Épire en 1348. À la mort de Carlo Ier (1429 ou 1430), son neveu Carlo II Tocco perd la plus grande partie de l'Épire, conquise par l'Empire ottoman. Après la mort de Carlo II en 1448, son héritier Leonardo III Tocco tente d'obtenir la protection de la république de Venise mais les Ottomans s'emparent de ce qui restait de son fief ; ils prennent Arta en 1449 et Angelókastro en 1460. Les Tocco ne conservent que Vonitza jusqu'à la guerre vénéto-ottomane de 1463-1479 ; la flotte ottomane de Gedik Ahmed Pacha s'empare alors de Vonitza ainsi que des îles de Céphalonie et Zante qui seront reprises par les Vénitiens en 1481. Lépante (Naupacte), dernier avant-poste vénitien en Grèce centrale, est prise par les Ottomans en 1499.
Entre 1475 et 1480, Karlieli est organisé en sandjak (district) dépendant du beylerbeylik de Roumélie. Vers 1550, il est rattaché au pachalik de l'Archipel, province gouvernée par le capitan-pacha (amiral de la marine ottomane) qui comprend la Grèce centrale, la Morée (Péloponnèse) et leurs prolongements insulaires.
Au XVIIe siècle, selon le voyageur ottoman Evliya Çelebi, le sandjak de Karlieli comprend 6 cazas : Sainte-Maure (Leucade), Vonitza, Angelókastro, Xirómero, Valtos (Amphilochie) et Vrachori (Agrínio). Le sandjakbey (gouverneur) résidait à Angelókastro jusqu'au saccage de cette ville par les Vénitiens pendant la guerre de Morée ; le siège est alors transféré à Vrachori, décrite par Evliya, en 1688, comme une ville prospère de 300 maisons. Sainte-Maure est prise par les Vénitiens en 1684, conquête officialisée par le traité de Karlowitz en 1699.
Missolonghi, port de commerce actif au XVIIIe siècle, est dévastée par les Turcs en 1715 pendant la guerre vénéto-ottomane de 1714-1718 puis en 1770 pendant la révolte de la Morée.

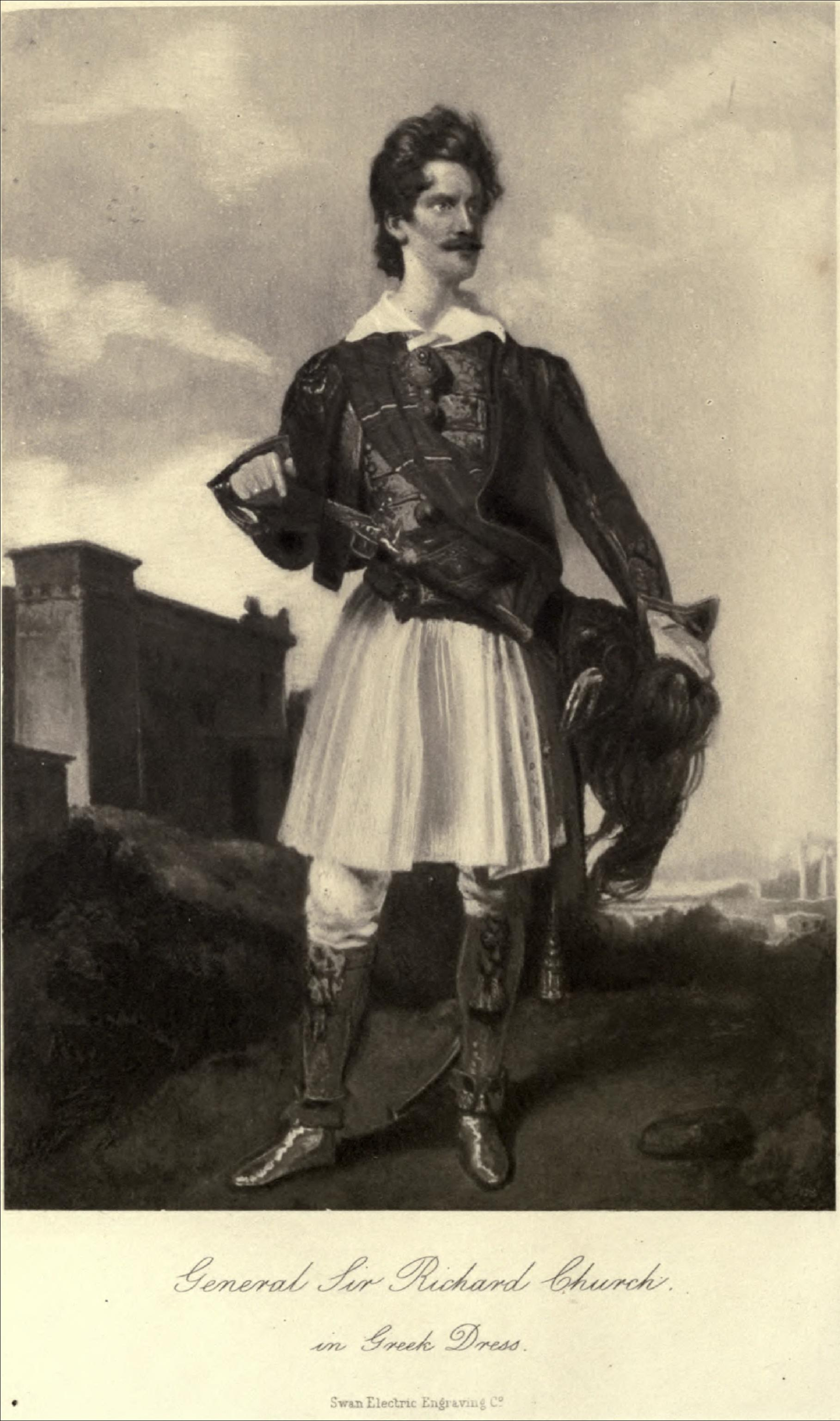
Richard Church en costume grec. E.M. Church, 1895

À la fin du XVIIIe siècle, Ali Pacha de Janina, ambitieux gouverneur d'Épire, tente de s’emparer du sandjak de Karlieli et assiège Vonitza en 1798. La Sublime Porte réagit en détachant Missolonghi du sandjak et en faisant du reste de la province un fief (hass) de Mihrişah Sultan (en), mère et importante conseillère du sultan Sélim III. Le sandjak est administré par Yusuf Agha, un cousin de la sultane validé, mais, après la mort de celle-ci en 1805, Ali Pacha finit par s'emparer de Karlieli. Entré en rébellion contre le pouvoir ottoman, Ali Pacha est vaincu et tué en 1822.
Pendant la guerre d'indépendance grecque, les trois principales villes de la province sont Missolonghi, Vrachori et Dragomestre. Cette dernière, très dépeuplée, ne compte plus qu'une centaine de familles en 1828, autant que Vonitza, alors que Vrachori, chef-lieu du sandjak, compte environ 600 familles musulmanes et chrétiennes, plus une centaine de juifs romaniotes. Missolonghi est disputée entre les forces indépendantistes du Sénat de la Grèce continentale occidentale et les troupes ottomanes du gouverneur Omer Vryonis : la ville est assiégée à trois reprises. Le Sénat de la Grèce continentale occidentale se dissout le 30 mars 1823 pour se fondre dans l'Assemblée nationale d'Astros, dans le Péloponnèse. Le siège de Missolonghi par les Ottomans reprend et s'achève en 1826 par la prise de la ville et le massacre des insurgés grecs.
L'intervention des puissances européennes à la bataille de Navarin (1827) oblige l'Empire ottoman à retirer ses troupes de Grèce et à reconnaître l'indépendance de la république grecque par le traité de Constantinople (1832). Un mémoire publié à Londres en 1830, Observations on an Eligible Line of Frontier for Greece as an independant state par Richard Church, officier britannique devenu général en chef de l'armée grecque, convainc les puissances de rattacher l'Étolie et l'Acarnanie au nouvel État.

Images de la région de Karlieli
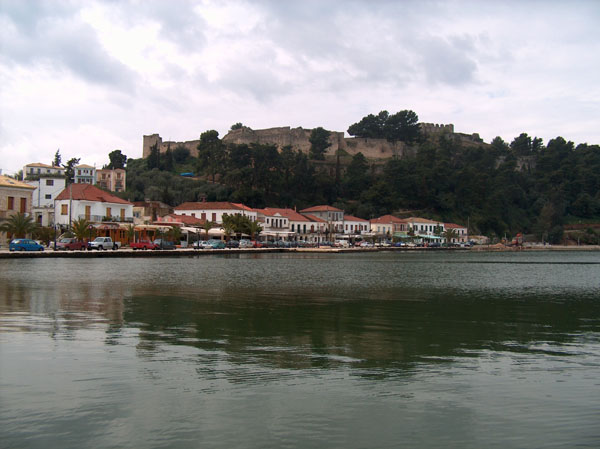
Ville et château de Vonitza, 2006
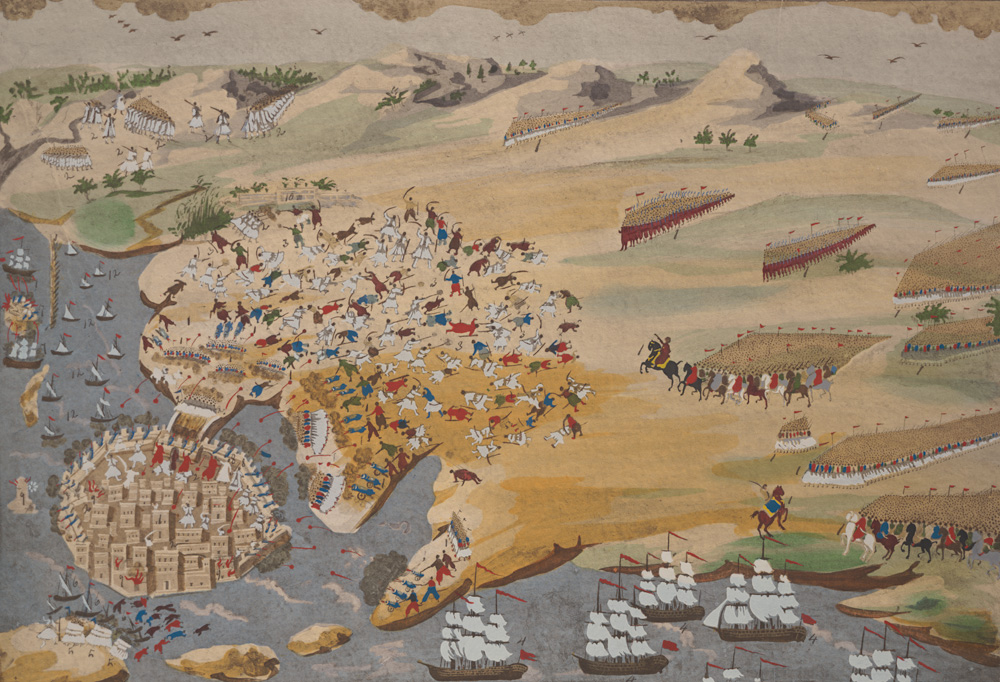
Siège de Missolonghi peint par Panagiotis Zografos d'après la description de Yannis Makriyannis, XIXe siècle
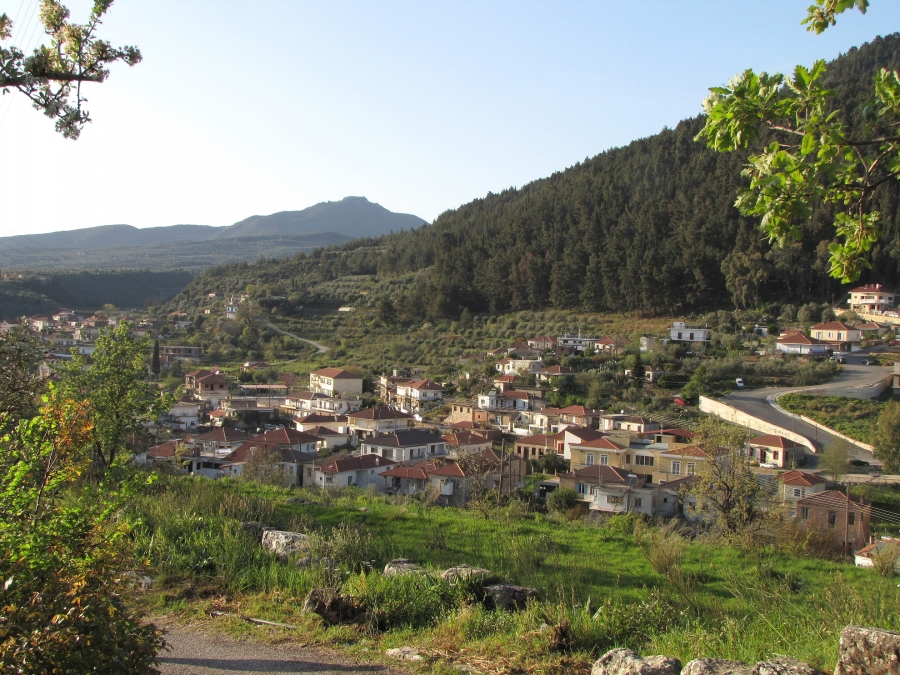
Paravola près d'Agrinion, 2010

### Sources et bibliographie
- (en) Cet article est partiellement ou en totalité issu de l’article de Wikipédia en anglais intitulé « Karli-Eli » (voir la liste des auteurs) dans sa version du 3 mars 2017.
- H. K., Description géographique et historique de la Turquie d'Europe, Paris, 1828
- Encyclopédie des gens du monde, volume 6, Paris, 1836, p. 40-41.